# قرقیزستان در المپیک تابستانی ۲۰۲۴
کاروان المپیکی قرقیزستان، متشکل از ۱۶ ورزشکار (۱۱ مرد و ۵ زن) یکی از کاروان‌های شرکت‌کننده در بازی‌های المپیک تابستانی ۲۰۲۴ بود که از ۲۶ ژوئیه تا ۱۱ اوت ۲۰۲۴ (۵ تا ۲۱ امرداد ۱۴۰۳ خورشیدی) به میزبانی پاریس، پایتخت فرانسه برگزار شد.
این حضور، نهمین حضور پساشوروی قرقیزستان در ادوار المپیک تابستانی بود که قرقیزها با کسب ۶ مدال (۲ نقره و ۴ برنز) و ایستادن در کنار کره شمالی در جایگاه رتبه شصت و هشتم به پایان رسید.

## مدال‌آوران
| مدال | نام                | ورزش | رویداد                 | تاریخ  |
| ---- | ------------------ | ---- | ---------------------- | ------ |
| نقره | مریم جمعه‌نظروا     | کشتی | آزاد ۶۸ کیلوگرم زنان   | ۶ اوت  |
| نقره | موناربک سیتبک اولو | بوکس | ۵۷ کیلوگرم مردان       | ۱۰ اوت |
| برنز | ژولامان شارشن‌بیکوف | کشتی | فرنگی ۶۰ کیلوگرم مردان | ۶ اوت  |
| برنز | آکژول محموداف      | کشتی | فرنگی ۷۷ کیلوگرم مردان | ۷ اوت  |
| برنز | اوزور ژوژوپ‌بیکوف   | کشتی | فرنگی ۹۷ کیلوگرم مردان | ۷ اوت  |
| برنز | آیسولو تینی‌بیکووا  | کشتی | آزاد ۶۲ کیلوگرم زنان   | ۱۰ اوت |

## شرکت‌کنندگان
کاروان قرقیزستان در ورزش‌های زیر به رقابت با دیگر ورزشکاران پرداخت.
| ورزش        | مردان | زنان | کل |
| ----------- | ----- | ---- | -- |
| دو و میدانی | ۰     | ۱    | ۱  |
| بوکس        | ۱     | ۰    | ۱  |
| جودو        | ۲     | ۰    | ۲  |
| شنا         | ۱     | ۱    | ۲  |
| کشتی        | ۷     | ۳    | ۱۰ |
| کل          | ۱۱    | ۵    | ۱۶ |